# Nippon TV
Nippon TV (на японски: 日本テレビ放送網株式会社, Nippon Terebi Hōsōmō Kabushiki-gaisha, известна още като Nippon Television) е японски телевизионен канал, основан на 28 август 1953 г. Той е със седалище в Минато, Токио.